# 야나 비르구소바
야나 비르구소바(체코어: Jana Birgusová, 1984년 3월 15일 ~ )는 체코의 배우이다.